# Albertus Risaeus
Albertus Risaeus, connu également sous le nom  d'Albertus Hardenbergius (Albrecht Hardenberg), né à Rheeze, près de Hardenberg en 1510 et décédé le 18 mai 1574, est un réformateur qui s'est engagé pour la défense de la vérité évangélique d'abord dans les Pays-Bas et ensuite en Allemagne, principalement à Brême et à Emden, pour ce qu'il appelait "la vérité de la parole de Dieu".
La forme latine de son nom rappelle son village natal Rheeze.

## Sa vie
Dès l'âge de sept ans, il est mis en l'école des frères de la vie commune à Groninghe. Il décide à l'âge de 17 ans de devenir prêtre et devient moine en l'abbaye d'Aduard. En 1540, il est envoyé par sa communauté comme étudiant à université de Louvain pour y suivre les cours de théologie afin qu'il puisse un jour être capable de devenir abbé d'un monastère. Il y décroche son degré de licencié, mais il est vite entraîné dans le mouvement des réformateurs actifs à Louvain.
Lors d'un voyage vers l'Italie il tombe malade et pour se rétablir s'arrête à Mayence où il obtient le titre de docteur en théologie.
Il rompt en 1543 avec l'église catholique romaine et se tourne vers la nouvelle doctrine (de nije lere).
Il suit alors Luther et devient prédicant à Brême, mais sa doctrine ne le satisfait pas et il se tourne ensuite vers celle de Calvin, ce qui lui vaut le bannissement de Brême.
L'on suppose que Risaeus a tenu des prédications du désert, dans la campagne entourant Elburg.
Il possédait une riche bibliothèque qui est conservée et est actuellement dans la "Bibliothèque Jean de Lasco" à Emden. Parmi ses livres figurent trois ouvrages provenant de la bibliothèque d'Érasme.
À Hardenberg son nom a été donné à une rue et à une école primaire.